# Mujeres Antifascistas Españolas
Mujeres Antifascistas Españolas (1946-1957) fue una publicación editada por la Unión de Mujeres Españolas (UME).

## Historia
Con este nombre apareció mensualmente a lo largo de 39 números, de noviembre de 1946 a septiembre de 1950. El primer número de la revista, Mujeres Antifascistas Españolas, fue el 1 de noviembre de 1946 publicado en Francia. En el número trece apareció la primera referencia a la UME de México que resumía las actividades solidarias realizadas de la UME de México.
La revista cambió de título a Mujeres Españolas y se empezó a publicar en México llegando a tener una tirada de 10.000 ejemplares. Se pretendía llegar  a todas las mujeres de la emigración. En este público se quería involucrar específicamente a las mujeres españolas de la emigración en Francia, por lo que evitaron el término "exilio" para no excluir a aquellas que ya residían allí antes de la guerra. Su propósito fundamental era la concienciación política de estas mujeres ya que muchas de ellas carecían de una militancia previa. La publicación se concibió como un instrumento organizador, destinado a informar sobre la resistencia antifranquista y a difundir la cultura política promovida por la UME, dominada en gran medida por el Partido Comunista de España (PCE). Pese a las proclamas de independencia política, el contenido del periódico reflejaba su orientación comunista y las tensiones internas del exilio republicano, especialmente las disputas con los sectores socialistas. La revista pretendía crear un proyecto identitario eminentemente político, antifascista y comunista, diferenciada del resto del exilio republicano.
Se empezó a editar en México ya que en Francia pasaron a ser ilegales todas las organizaciones relacionadas con los comunistas españoles. Allí asumió su dirección Luisa Carnés y Llanos Navarro la administración y la gerencia. Para llegar a todas las mujeres se entremezclaron en sus páginas acciones políticas con recetas de cocina y consejos de belleza. Estas referencias al ámbito privado, tradicionalmente asociado a lo femenino, y su actividad política en torno a habilidades consideradas propias de las mujeres, como la costura marcaron su línea. Las afiliadas de la UME, especialmente a través de la Comisión de Solidaridad, dedicaban su tiempo libre a confeccionar ropa para las personas encarceladas, apelando a valores como la sensibilidad y el "buen corazón". Como reconocimiento a su labor, se reproducían cartas de agradecimiento en la revista. Se fomentaba un modelo de mujer solidaria y ama de casa, cuyas actividades políticas se realizaban tras cumplir sus deberes domésticos.

## Colaboradoras
Participaron en la revista, además de Luisa Carnés, Trinidad Arroyo, María Casares, Matilde Cantos, Constancia de la Mora, María Enciso, Emilia Elías, Irene Falcón, Dolores Ibárruri, Victoria Kent, María Teresa León, Veneranda Manzano, Isabel Oyarzábal y Elisa Úriz, aunque gran parte de las colaboraciones no estaban firmadas.